# Park Prowincjonalny Short Hills
Park Prowincjonalny Short Hills (ang. Short Hills Provincial Park) – park prowincjonalny w prowincji Ontario, w Kanadzie. Leży pośrodku Półwyspu Niagara, niedaleko na południe od miasta St. Catharines, w regionie Niagara. Jego powierzchnia wynosi 6,6 km².